# Chamaesphecia guriensis
Chamaesphecia guriensis is een vlinder uit de familie wespvlinders (Sesiidae), onderfamilie Sesiinae.
De wetenschappelijke naam van de soort is voor het eerst geldig gepubliceerd door Emich von Emöke in 1872. De soort komt voor in het Palearctisch gebied.